# جواو رودريغيز كابريلو
جواو رودريغيز كأبريلو (بالبرتغالية: João Rodrigues Cabrilho) (1499 - 1543) هو مستكشف برتغالي عرف باستكشافه للسواحل الغربية من أمريكا الشمالية وذلك بتكليف من الأسبان ، وكان أول مستكشف أوروبي تحط سفنه على سواحل كاليفورنيا الأمريكية، ويعتبر أيضا مؤسس مدينة واهاكا في المكسيك.